# کافی (فیلم)
کافی (به انگلیسی: Enough) فیلمی ۱۱۶ دقیقه‌ای در سبک مهیج به کارگردانی مایکل اپتد با بازی جنیفر لوپز محصول سال ۲۰۰۲ ایالات متحدهٔ آمریکا است.